# Mario Fioretti (direttore della fotografia)
Mario Fioretti (Roma, 16 ottobre 1924 – Roma, 3 giugno 2008) è stato un direttore della fotografia italiano.
Fra gli anni cinquanta e settanta lavora ad oltre 30 film, lavorando spesso a fianco del regista Marino Girolami.

Fra la fine degli anni sessanta ed i primi settanta lavora in TV al fianco di Roberto Rossellini.

## Filmografia

### Cinema
- Oro, donne e maracas, regia di Armando William Tamburella - documentario (1954)
- Destinazione Piovarolo, regia di Domenico Paolella (1955)
- Il coraggio, regia di Domenico Paolella (1955)
- Totò lascia o raddoppia?, regia di Camillo Mastrocinque (1956)
- La banda degli onesti, regia di Camillo Mastrocinque (1956)
- Le magnifiche 7, regia di Marino Girolami (1961)
- Bellezze sulla spiaggia, regia di Romolo Girolami (1961)
- Scandali al mare, regia di Marino Girolami (1961)
- Totòtruffa 62, regia di Camillo Mastrocinque (1961)
- Un figlio d'oggi, regia di Marino Girolami e Domenico Graziano (1961)
- Walter e i suoi cugini, regia di Marino Girolami (1961)
- L'ira di Achille, regia di Marino Girolami (1962)
- L'assassino si chiama Pompeo, regia di Marino Girolami (1962)
- Gli italiani e le donne, regia di Marino Girolami (1962)
- Twist, lolite e vitelloni, regia di Marino Girolami (1962)
- Le motorizzate, regia di Marino Girolami (1963)
- La donna degli altri è sempre più bella, regia di Marino Girolami (1963)
- Siamo tutti pomicioni, regia di Marino Girolami (1963)
- Queste pazze, pazze donne, regia di Marino Girolami (1963)
- Le tardone, regia di Marino Girolami (1964)
- Il piombo e la carne, regia di Marino Girolami (1964)
- Cleopazza, regia di Carlo Moscovini (1964)
- La cornacchia, episodio di Umorismo in nero, regia di Giancarlo Zagni (1965)
- Veneri al sole, regia di Marino Girolami (1965)
- Upperseven, l'uomo da uccidere, regia di Alberto De Martino (1966)
- Veneri in collegio, regia di Marino Girolami (1966)
- Due rrringos nel Texas, regia di Marino Girolami (1967)
- A Ghentar si muore facile, regia di León Klimovsky (1967)
- Da Berlino l'apocalisse, regia di Mario Maffei (1967)
- Black Jack, regia di Gianfranco Baldanello (1968)
- Don Franco e don Ciccio nell'anno della contestazione, regia di Marino Girolami (1969)
- African Story, regia di Marino Girolami (1971)
- All'ovest di Sacramento, regia di Federico Chentrens (1971)
- La macchina della violenza, regia di Robert Day (1974)

### Televisione
- Idea di un'isola, regia di Roberto Rossellini (1967) - film TV
- Atti degli apostoli, regia di Roberto Rossellini (1969) - miniserie TV
- La lotta dell'uomo per la sua sopravvivenza, (1970) - Serie TV
- Agostino d'Ippona, regia di Roberto Rossellini - miniserie TV (1972)
- Blaise Pascal, regia di Roberto Rossellini (1972) - film TV